# Pierre Louis Roederer
Pierre Louis Roederer, francoski politik, ekonomist in zgodovinar, * 15. februar 1754, † 17. december 1835.